# Gaasterlân-Sleat
Gaasterlân-Sleat là một độ thị ở tỉnh Friesland, Hà Lan. Đây là tên chính thức trong tiếng Tây Frisia. Tên chính thức trong  tiếng Hà Lan là Gaasterland-Sloten (phát âmⓘ). Đô thị này có dân số vào thời điểm đầu năm 2007 là 10.259 người.

## Các trung tâm dân cư
Bakhuizen, Balk, Elahuizen, Harich, Kolderwolde, Mirns, Nijemirdum, Oudega, Oudemirdum, Rijs, Ruigahuizen, Sloten, Sondel và Wijckel.